# Jeanne Lauvernay-Petitjean
Jeanne Lauvernay-Petitjean, née le 26 janvier 1875 à Amiens et morte le 23 décembre 1955 à Paris, est une peintre française.

## Biographie
Fille d'Eugène Simon Lauvernay, mathématicien et professeur au collège Rollin et de Hélène Alise Bauduin, Jeanne Marie Louise Lauvernay vient s'installer à Paris avec ses parents.
Elève d'Antoine Ferdinand Attendu (1845–1905) et de René-Louis Chrétien (1867–1945), elle débute au Salon des artistes français de 1894 (elle devient sociétaire en 1895) ; elle exposera ensuite presque chaque année dans les salons pendant plus de 60 ans.
Sa collègue Jeanne Bourrillon-Tournay réalise son portrait en 1902 et en 1908 (cf. Infobox pour un détail du portrait de 1902).
Elle épouse le peintre Edmond Marie Petitjean, veuf et de trente ans son aîné, en juillet 1904. Ils ont une fille en 1909, qui plus tard créera elle-même une école de dessin. Ils se déplacent régulièrement ensemble pour peindre, notamment en Lorraine, en Bretagne, en Normandie, dans le Nord, en Belgique et aux Pays-Bas. Leurs styles respectifs sont parfois assez proches.
Elle est nommée Officier de l'Instruction publique en 1911.
En 1912, elle est élue membre du comité de l'Union des femmes peintres et sculpteurs, elle obtient le 1er prix de l'Union en 1924, et en est trésorière en 1931.
Son mari meurt en 1925.
En 1931, elle est membre du syndicat des artistes femmes.
En 1933 elle obtient une médaille d'or au Salon des artistes français.
En 1938, elle donne des leçons de dessin et de peinture au 3 rue Eugène-Flachat dans le 17e arrondissement. Elle est alors membre du comité de la Société amicale des peintres et sculpteurs français, et directrice de son bulletin.
Elle meurt le 23 décembre 1955 à son domicile au 69, avenue de Wagram à Paris, elle est inhumée au cimetière des Batignolles.

## Œuvre
Jeanne Lauvernay-Petitjean a une prédilection pour les natures mortes, notamment les bouquets de fleurs, mais elle peint également des jardins, des paysages et des portraits. Son art s'inscrit dans la peinture figurative de la période post-impressionniste.
Pour ses portraits, elle prend souvent des proches comme modèles, notamment sa fille Andrée. Elle peint aussi des paysages et marines.
L'État et plusieurs municipalités acquièrent ses œuvres (Œillets acheté par l'État en 1907, conservé au ministère des Finances ; Lilas et Cystises acheté par la ville de Paris en 1914, localisation actuelle inconnue ; Fleurs acheté en 1930, conservé à la mairie de Montblanc ; Bouquet de fleurs des champs achat de la Ville de Paris en 1935, localisation actuelle inconnue).

## Salons et expositions

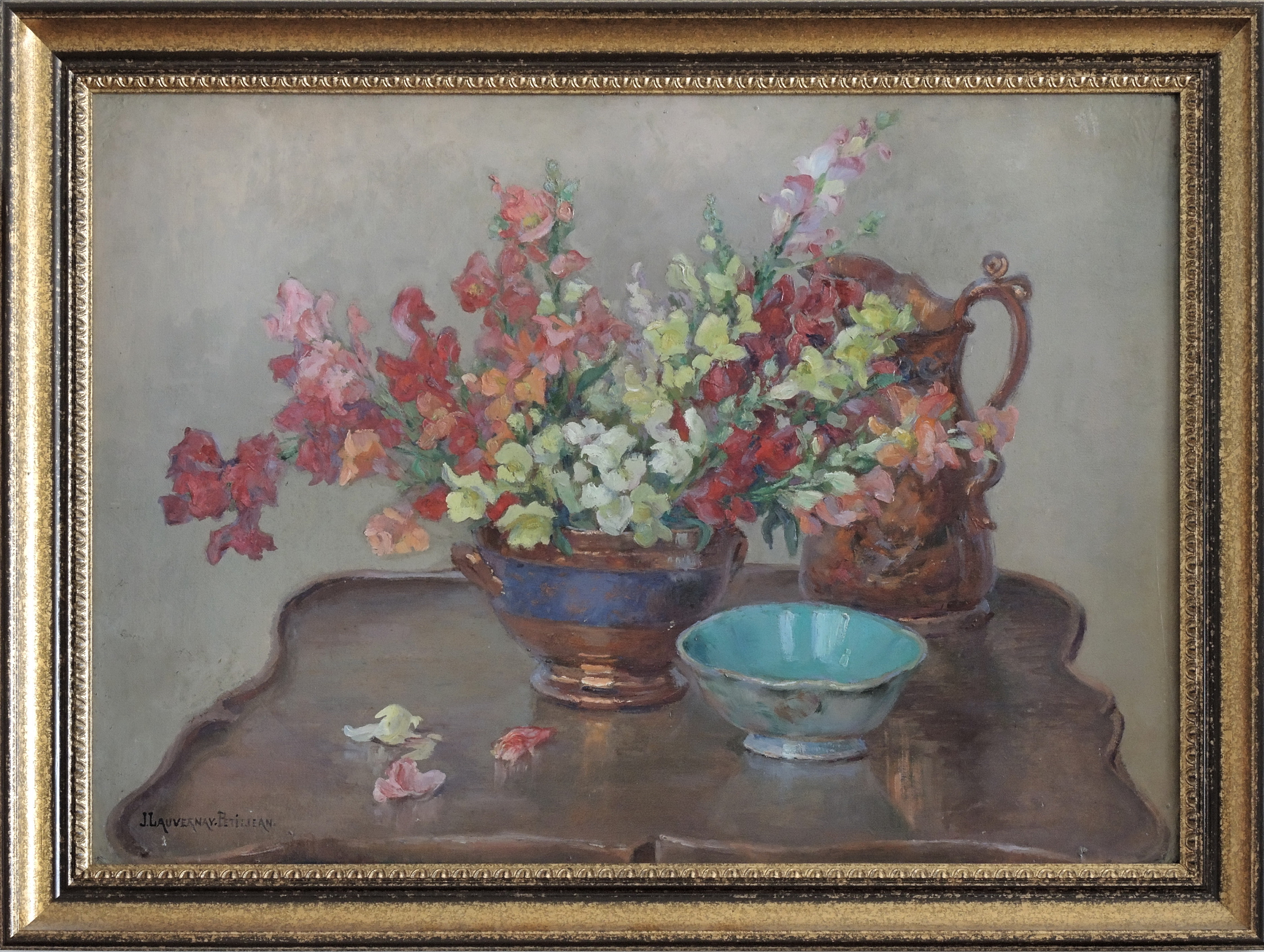
Bouquet et coupe bleue, localisation inconnue.

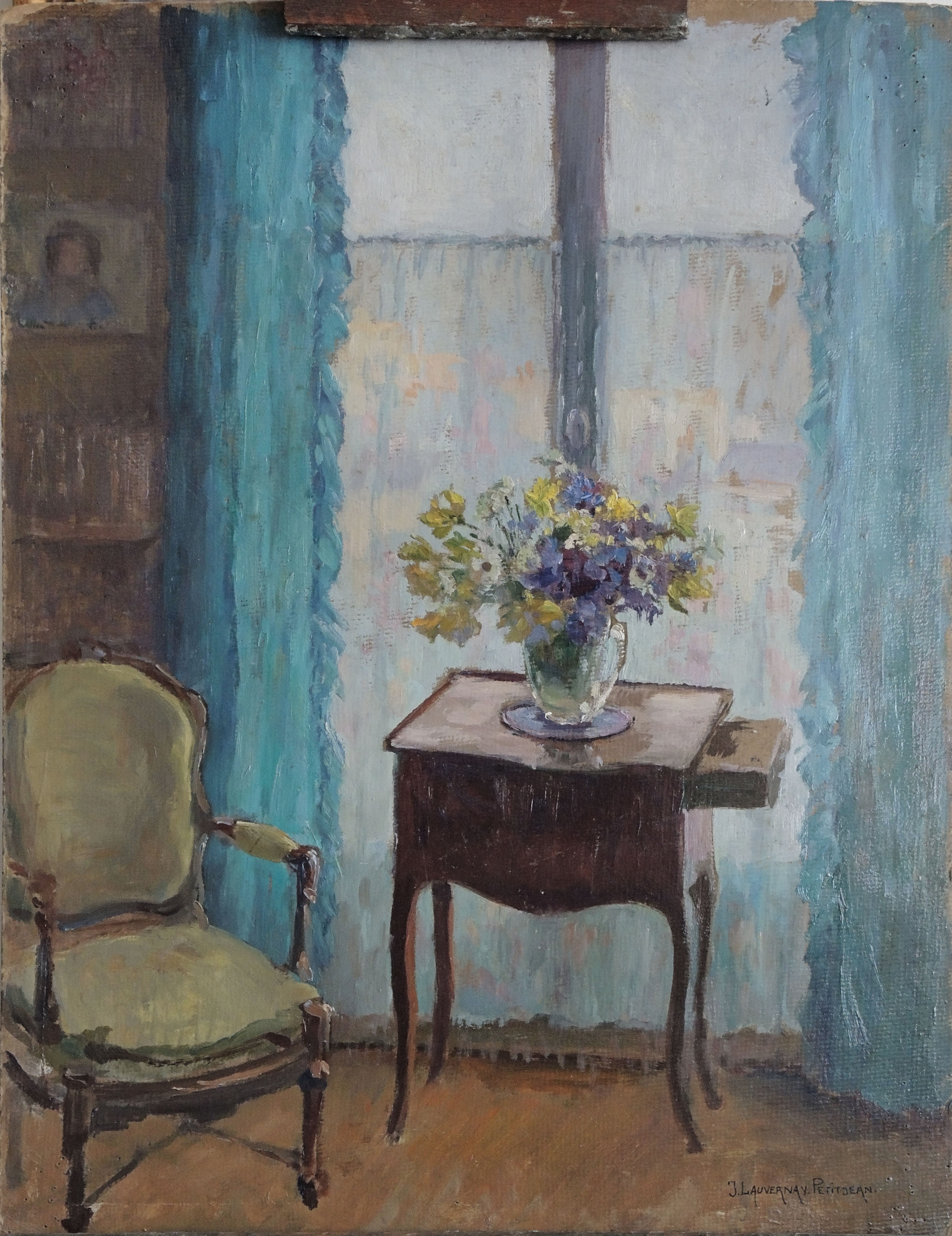
Devant la fenêtre, localisation inconnue.

### Salon des artistes français
- 1893 : Portrait de M. E.E (pastel).
- 1894 : Réchaud et œufs.
- 1895 : Nature morte.
- 1897 : Fruits d'été (pastel).
- 1898 : Nature morte.
- 1899 : Vieux pêcheur breton.
- 1901 : Pêcheuse de crevettes.
- 1902 : Roses.
- 1903 : Roses ; Giroflées.
- 1904 : Nature morte ; Fleurs de Printemps.
- 1905 : Fruits de Provence.
- 1906 : Pavots ; Roses.
- 1907 : Giroflées.
- 1908 : Pivoines ; Fleurs et fruits de la Côte d'Azur.
- 1909 : Roses ; Petite tahitienne.
- 1910 : Fleurs de Nice ; Roses.
- 1911 : Tulipes ; Fleurs des champs.
- 1912 : Chrysanthèmes ; Quarantaines.
- 1913 : Panier d'hortensias ; Roses jaunes et volubilis.
- 1914 : Roses et potiche bleue ; Roses jaunes.
- 1920 : Pommier du Japon ; Roses thé et cloisonné ; Roses rouges.
- 1921 : Capucines ; Roses ; Soucis et bibelots ; Étain et fleurs.
- 1922 : Roses jaunes et blanches ; Dahlias et quarantaines.
- 1923 : Bibelots chinois et dahlias ; Soucis et potiche bleue ; Roses ; Andrée.
- 1924 : Nature morte ; Capucines ; Zinnias ; Soucis.
- 1925 : Poupées.
- 1926 : Nature morte ; Roses.
- 1927 : Phlox ; Nature morte.
- 1928 : Géraniums ; Nature morte.
- 1929 : Fleurs ; Nature morte.
- 1930 : Géraniums ; Bouquet champêtre.
- 1931 : Sur la terrasse ; Géranium.
- 1932 : Nature morte ; Fleurs.
- 1933 : Fleurs ; Roses.
- 1934 : Fleurs ; Roses.
- 1935 : Fleurs au soleil ; Pétunias.
- 1936 : Sur la terrasse ; Fleurs.
- 1937 : Fleurs.
- 1938 : Soucis (plein air) ; Iris et œillet.
- 1939 : Roses - Fleurs des champs ; Œillets ; À la fenêtre ; Bouquet (plein air).
- 1940 : Vase de fleurs.
- 1941 : Hortensias (effet de soleil au bord de la mer).
- 1942 : Fleurs des champs.
- 1943 : Dahlias au soleil ; Pieds d'alouette.
- 1944 : Soleil d'automne ; Roses ; Giroflées.
- 1945 : Fleurs de Printemps ; Roses jaunes ; Mufliers.
- 1946 : Dans l'ombre reflétée ; Chrysanthèmes ; Contre-jour.
- 1947 : Sur le balcon.
- 1948 : Delphinium ; Fleurs des champs ; Dahlias.
- 1949 : Passage Poncelet sous la neige.
- 1950 : Bouquet ; Dans le jardin ; Zinnias.
- 1951 : Sur la terrasse à l'Aunay ; Portrait ; Dahlias blancs ; Phlox ; Soucis.
- 1952 : Phlox ; Bouquet champêtre ; Vase de fleurs.
- 1953 : Zinnias et raisins ; Premières fleurs de printemps ; Bouquet dans le soleil reflété ; Roses.
- 1954 : Fleurs de printemps ; Zinnias ; Roses ; Bouquet champêtre.
- 1955 : Pieds d'alouette ; Fleurs des champs ; Dans le jardin.
- 1956 : Bouquet de printemps ; Pavots ; Fleurs des champs ; Soucis ; Dans le jardin[5]

### Salon de l'Union des femmes peintres et sculpteurs
- 1897 : L'île de Bréhat ; Fleurs d'été (pastel).
- 1898 : Marée basse à Cancale ; Saint Florès, Puy de Dôme[12] ; Rue de l'Horloge, Dinan ; Vieille église, Saint Lunaire ; Portrait ; Giroflées.
- 1899 : Vieux pêcheur breton.
- 1901 : Fillette de Pont-L'Abbé.
- 1902 : Nature morte ; Marine ; Falaises normandes.
- 1905 : Nature morte ; Fruits de Provence (prix)[13] ; Avant-Port de Dunkerque ; Vue de Marseille.
- 1906 : Fleurs ; Paysages de Flandre, de Normandie et de Marseille.
- 1907 : Fleurs, œillets[14].
- 1909 : Portrait ; Fleurs et fruits du midi[15].
- 1910 : Fleurs.
- 1911 : Portrait de bébé blanc et rose ; Femme au bonnet de Mothaise ; Nature morte.
- 1913 : Fleurs.
- 1914 : Lilas et cytises.
- 1916 : Fleurs.
- 1917 : Fleurs.
- 1921 : Fleurs.
- 1924 : Fleurs.
- 1929 : Fleurs.
- 1935 : Fleurs.

### Autres salons parisiens

#### Société des Amis des Arts de Seine-et-Oise
- 1896 : Nature morte.

#### Salon de laSociété nationale des beaux-arts
- 1903 : Ravenelles.

#### Exposition de laSociété Nationale d'horticulture de France
- 1904 : Fleurs.

#### Exposition du Syndicat des artistes femmes
- 1921[16]

#### Salon d'hiver
- 1924 : Roses roses et bleuets.
- 1944[17]

#### Salon des Indépendants
- 1931 : À la fenêtre et Fleurs[18].

#### Salon d'Automne
- 1934[19]
- 1935 : Bouquet de fleurs des champs.

#### Salon de l'école française
- 1935 : Bouquet de fleurs ; Géraniums et soucis.

### Salons en province et à l'étranger
- Société des Amis des arts de la Somme en 1896 : Poissons (sortant de l'eau).
- Exposition des beaux-arts de Rennes de 1897 : Nature morte - Le Cap Fréhel vu de Saint Lunaire.
- Exposition de la Société valenciennoise des arts de 1899 : Fruits d'été.
- Exposition internationale de Lille de 1902.
- Exposition universelle de 1904, Saint-Louis : Bouquet de chrysanthèmes.
- Exposition internationale de Cherbourg de 1905.
- Exposition internationale de peinture et de sculpture du palais des beaux-arts de Monte-Carlo de 1908 : Giroflées ; 1913 : Fleurs.
- Salon du centenaire de la Société lorraine des amis des arts de 1932.

## Galeries
- 1897 : La Maison d'Art, Paris, 69, boulevard de Clichy, deux natures mortes.
- 1927 : galerie Allard.
- 1930 : galerie d'art du Bon Marché, Bouquets.
- 1942 : 24 rue de la Paix à Paris, Art français, Les Fleurs, avec Guillonnet, Mathilde Delattre, Germaine Lantoine-Neveux, Deluermoz, Etcheverry, Camille Pascau-Vignal, etc.[20]
- 1945 : exposition particulière de fleurs, et rétrospective Edmond Petitjean à la Galerie de l'Art français rue de la Paix à Paris[21].

## Récompenses
- 1894 : médaille de bronze de la Société des amis des arts de la Somme.
- 1896 : mention honorable à l'exposition de la Société des amis des arts de la Seine-et-Oise.
- 1897 : mention honorable de la Société des amis des arts de la Somme.
- 1902 : médaille d'argent à l'Exposition internationale de Lille.
- 1903 : mention honorable de la Société des artistes français[5].
- 1905 : prix de nature morte de l'Union des femmes peintres et sculpteurs[13].
- 1905 : médaille d'or à l'Exposition internationale de Cherbourg.
- 1911 : nommée officier de l'Instruction publique[2].
- 1914 : médaille d'argent au Salon des artistes français[5].
- 1924 : 1er prix de l'Union des femmes peintres et sculpteurs[3].
- 1933 : médaille d'or au Salon des artistes français[5].